# Lijst van Nederlandse architectenbureaus
Hieronder volgt een lijst van bekende Nederlandse architecten- of architectuurbureaus met een artikel op de Nederlandstalige Wikipedia.

## A
- Abma, Hazewinkel & Dirks
- Architectenbureau Alberts en Van Huut
- Architectenbureau Steen en Tuinhof
- Architectenbureau Van Stigt
- de Architekten Cie.
- Arons & Gelauff
- Atelier Kempe Thill
- Atelier PRO

## B
- Barcode Architects
- Benthem Crouwel Architekten
- BNLA Architecten
- Broekbakema

## C
- Claus en Kaan Architecten
- Common Affairs

## D
- Dam & Partners Architecten
- DELVA Landscape Architects
- DP6 architectuurstudio

## E
- Edo Spier Architektenbureau
- Egm architecten
- Erick van Egeraat associated architects
- Evers en Sarlemijn

## G
- Geurst & Schulze Architecten
- GROUP A

## H
- heren 5 architecten

## I
- IAA Architecten
- Inbo
- ipv Delft

## J
- JCAU

## K
- KAAN Architecten
- Kees Christiaanse Architects & Planners (KCAP)
- Klous + Brandjes Architecten
- Klunder Architecten
- Kraaijvanger Architects
- Kuiler en Drewes

## L
- LEVS architecten
- LOLA landscape architects

## M
- Mecanoo
- MVRDV
- MVSA

## N
- Neutelings Riedijk Architecten
- NEXT architects
- NL Architects

## O
- Office for Metropolitan Architecture (OMA)
- OZ

## P
- PPHP

## R
- RAU

## S
- SeARCH
- Soeters Van Eldonk architecten
- SOME architects
- Studio Makkink & Bey
- Studio RAP

## T
- Team V Architectuur

## U
- UNStudio

## V
- VenhoevenCS
- VMX Architects

## W
- West 8

## Z
- De Zwarte Hond
- Zwarts & Jansma Architecten (ZJA)